# Cantonul Saint-Trivier-de-Courtes
Cantonul Saint-Trivier-de-Courtes este un canton din arondismentul Bourg-en-Bresse, departamentul Ain, regiunea Rhône-Alpes, Franța.

## Comune
| Comune                     | Populație (1999) | Cod poștal | Cod INSEE |
| -------------------------- | ---------------- | ---------- | --------- |
| Cormoz                     | 547              | 1560       | 01124     |
| Courtes                    | 251              | 1560       | 01128     |
| Curciat-Dongalon           | 437              | 1560       | 01139     |
| Lescheroux                 | 695              | 1560       | 01212     |
| Mantenay-Montlin           | 285              | 1560       | 01230     |
| Saint-Jean-sur-Reyssouze   | 713              | 1560       | 01364     |
| Saint-Julien-sur-Reyssouze | 586              | 1560       | 01367     |
| Saint-Nizier-le-Bouchoux   | 727              | 1560       | 01380     |
| Saint-Trivier-de-Courtes   | 975              | 1560       | 01388     |
| Servignat                  | 156              | 1560       | 01406     |
| Vernoux                    | 227              | 1560       | 01433     |
| Vescours                   | 199              | 1560       | 01437     |